# Doni Köztársaság
A Doni Köztársaság (oroszul: Донская Республика) az orosz polgárháború alatt fennállt kozák állam volt 1918 és 1920 között. Hivatalosan 1918. május 18-án jött létre, amikor teljesen elfoglalták a Doni Tanácsköztársaságot a szabad kozák csapatok. 
A Doni Köztársaság területe teljesen megegyezett a korábbi állam területével, csupán a fővárosa nem Rosztov-na-Donu, hanem Novocserkasszk volt Közigazgatásilag 10 tartományra osztották az országot. Északon és nyugaton az Oroszországi Szovjet Szövetségi Szocialista Köztársaság, keleten a Fekete-tenger és a Donyeck-kriviji Tanácsköztársaság, délen pedig a Kubáni Népköztársaság határolta.
A Doni Köztársaság 1920 elejéig állt fenn, amikor a Vörös Hadsereg lerohanta az országot. A doni kozákok többsége a 20-as évek népirtásaiban, a többiek pedig a háborúkban haltak meg. A doni kozákok mára jelentősen megfogyatkoztak, számuk félmillió körüli, a teljes nép száma pedig megközelíti a 2 milliót.